# 簡嘉年
簡嘉年（全名，1957年11月22日—），加拿大政治人物，1996年至1999年間擔任卑詩省省長，為該省第31任省長，並於同期擔任卑詩新民主黨黨魁。他又於1986年至2001年間先後擔任卑詩省議會溫哥華東選區和溫哥華京士威選區省議員。

## 早年及個人生活
簡嘉年於卑詩省乃磨市出生，父母來自蘇格蘭，兩人各自遷到卑詩省後結婚，並育有四名子女，當中簡嘉年排行第二。一家後來遷至溫哥華東區，而簡嘉年亦到區内的聖猶大小學和聖母中學就讀，中學時期效力該校的橄欖球隊和擔任學生會主席。之後他到西門菲沙大學修讀政治學，取得學士學位後再到卑詩大學修讀區域性規劃，1985年取得碩士學位，畢業後曾參與鋼鐵工人工會的統籌工作。
他於西門菲沙大學就讀時結識了妻子黛爾（Dale），兩人育有兩名子女。

## 晉身政壇
1976年，卑詩新民主黨溫哥華東選區省議員威廉斯（Bob Williams）辭去該議席，以便於1975年省選中失掉省議會議席的新民主黨黨魁巴勒特（Dave Barrett）在該選區參與補選，從而重返省議會。當時在溫哥華蘭加拉學院進修的簡嘉年決定加入該黨，並參與巴勒特的競選工作，又結識了威廉斯。到了1986年省選前夕，威廉斯決定再度角逐該選區的其中一個議席，並游說簡嘉年爭取該選區另一個議席的黨内提名。簡嘉年順利獲取新民主黨提名，並與威廉斯聯手贏取該選區的兩個議席。簡嘉年在首屆省議員任期内大力批評由時任省長溫德心領導的社信黨省政府，成為議事廳内最高調批評執政黨的議員之一。
省議會的選區分佈在1991年省選前進行重組，簡嘉年亦於新成立的溫哥華京士威選區尋求連任。隨著新民主黨於1991年省選中壓倒社信黨上台執政，新任省長哈葛（Mike Harcourt）亦委任順利連任的簡嘉年為財政及企業關係廳長；簡嘉年再於1993年調任就業及投資廳長。

## 就任省長
新民主黨於1990年代中期陷入所謂“泵波拿事件”（Bingogate）的政治醜聞，事緣該黨黨員斯圖皮奇（David Stupich）涉嫌將從泵波拿遊戲收取作慈善用途的捐款撥歸黨機關。哈葛本人雖然沒有牽涉其中，但仍於1995年末宣佈辭去省長和黨魁職務以示政治問責。新民主黨於1996年2月舉行黨魁選舉，簡嘉年在首輪投票中擊敗葉運時等對手當選黨魁。他再於同月22日宣誓就任省長，同時兼任專責青年事務廳長。
哈葛宣佈下台時，新民主黨在民意調查的支持度遠遜自由黨，但簡嘉年上台後卻為新民主黨帶來一番新氣象，並扭轉該黨在民調中的劣勢，支持度回升至與自由黨不相伯仲。在1996年5月28日舉行的省選中，自由黨的得票率較新民主黨為高，但新民主黨卻贏取較多議席，保住執政黨地位。
簡嘉年任內推行快速渡輪項目，在卑詩省內為卑詩渡輪建造全新快速渡輪，從而振興當地造船業。然而項目嚴重超支，完工日期一再延誤，渡輪投入服務後的表現亦不如預期。省府最終以低價出售該三艘渡輪。

### “賭場門”事件
簡嘉年的鄰居皮拉里諾斯（Dimitrios Pilarinos）於1997年向本拿比市議會申請在市内開辦一間賭場。1998年，皮拉里諾斯的友人瓦諾斯（Dimitris Vahnos）向卑詩自由黨舉報，指簡嘉年涉嫌運用政治影響力幫助皮拉里諾斯申請賭場牌照。加拿大皇家騎警從自由黨收取線報後展開調查，並於1999年3月2日到簡嘉年家中進行搜查。在醜聞影響下，簡嘉年於1999年8月21日辭去省長和新民主黨黨魁職位，但仍堅持自己清白。他亦留任溫哥華京士威選區省議員，但未有於2001年省選中競逐連任。
簡嘉年涉嫌從皮拉里諾斯獲取價值一萬加元的家居裝修服務，以換取他協助皮拉里諾斯申請賭場牌照；他於2000年10月就此正式被控告違反誠信（breach of trust）和收受利益兩項罪名。案件於2002年6月審結，而卑詩最高法院則於同年8月29日就案件宣判。法官本内特（Elizabeth Bennett）在裁決中指簡嘉年聘用皮拉里諾斯來進行家居裝修的行為雖是不智之舉，但此舉並未達致需要接受刑事制裁的地步，因此裁定簡嘉年無罪。

## 離開政界
簡嘉年辭職後由苗禮義擔任臨時省長和黨魁；新民主黨黨魁選舉則於2000年2月舉行，由杜新志勝出並繼任省長和黨魁職位。縱然由新任黨魁領導，新民主黨民望仍然低落，2001年省選在全省79個議席中只保著兩席。自由黨在金寶爾領導下囊括餘下議席，以壓倒性姿態上台執政；原由簡嘉年代表的溫哥華京士威選區亦落入自由黨候選人黎家樂手中。
簡嘉年面臨刑事檢控期間，於2001年6月獲卑詩富商帕蒂遜羅致，加入帕蒂遜集團旗下的霓虹燈牌公司擔任經理職位，後來逐漸晉升成帕蒂遜集團的總裁兼首席運營官。他於2022年末離任，但仍於兩間以帕蒂遜集團為最大股東的公司出任董事局成員。

### 引用書籍
- Wilson, Judi Tyabji. . Heritage House Publishing Co. 2002. ISBN 1894384474.

## 外部連結
- （英文）Mr. Glen Clark: Members at dissolution of 36th Parliament: Legislative Assembly of British Columbia （页面存档备份，存于）－第36屆卑詩省議會 簡嘉年議員簡介